# Eric Lingens
Eric Lingens (* 11. August 1939 in Aachen; † 10. November 2009) war ein deutscher Jurist. Er war Präsident des Truppendienstgerichts Nord und Kommentator des Wehrstrafgesetzes.

## Leben
Lingens studierte Rechtswissenschaften und legte die erste und zweite juristische Staatsprüfung ab.
1967 trat er in die Rechtspflege der Bundeswehr (RPflegeBw) ein. Er war zunächst als Rechtsberater (RB) und Wehrdisziplinaranwalt tätig, später dann als Rechtslehrer. 1981 wurde er an der Technischen Universität Hannover mit der Dissertation Der Schutz von Leben und Gesundheit im Wehrdienstverhältnis unter Berücksichtigung der Pflicht zur Gesunderhaltung zum Dr. jur. promoviert.
1986 wurde er Truppendienstrichter. Ab 1999 war er Präsident des Truppendienstgerichts (TDG) Nord in Münster in Westfalen. Lingens war überdies Kommentator des Wehrstrafgesetzbuches (WStGB) und Autor zahlreicher Fachaufsätze.
Er bekleidete einen Reserveoffizierdienstgrad.

## Schriften (Auswahl)
- Der Disziplinarvorgesetzte. Ein Grundriss zum Wehrdisziplinarrecht. Mittler, Herford 1977, ISBN 3-87547-171-7. (3. neubearbeitete Auflage 2001)
- mit Hartmut Marignoni: Vorgesetzter und Untergebener. Ein Grundriss zum Befehlsrecht. Mittler, Herford 1979, ISBN 3-8132-0090-6. (3. neubearbeitete Auflage 1987)
- Disziplinarvorgesetzter und Beschwerdeführer. Ein Grundriss zum Beschwerderecht. Walhalla-und-Praetoria-Verlag, Regensburg 1982, ISBN 3-8029-6375-X. (6. aktualisierte Auflage 2010)
- Die Polizeibefugnisse der Bundeswehr. Ein Grundriss zum UZwGBw (= R. v. Deckers Fachbücherei. Bundeswehr). v. Decker, Heidelberg u. a. 1982, ISBN 3-7685-0382-8.
- Der Schutz von Leben und Gesundheit im Wehrdienstverhältnis unter Berücksichtigung der Pflicht zur Gesunderhaltung (= Europäische Hochschulschriften. Reihe 2. Rechtswissenschaft. Bd. 284). Lang, Frankfurt am Main u. a. 1982, ISBN 3-8204-5706-2.
- Marcus Korte (Fortgef.): Wehrstrafgesetz (= Beck'sche Kurz-Kommentare. Bd. 46). 5., neubearbeitete Auflage des von Eduard Dreher, Karl Lackner und Georg Schwalm begründeten und in der 2. Auflage von Joachim Schölz bearbeiteten Werkes, Beck, München 2012, ISBN 978-3-406-63678-3.